# Kathy Rain
Kathy Rain est un jeu vidéo d'aventure en pointer-et-cliquer développé par Clifftop Games et édité par Raw Fury, sorti en 2016 sur Windows, Mac, iOS et Android.

## Accueil
- Adventure Gamers : 4,5/5 (PC)[1]
- Polygon : 6,5/10 (PC)[2]
- TouchArcade : 4,5/5 (iOS)[3]